# Supercopa de los Países Bajos 1995
La Supercopa de los Países Bajos 1995 (Nederlandse Supercup 1995 en neerlandés) fue la 6.ª edición de la Supercopa de los Países Bajos. El partido se jugó el 16 de agosto de 1995 en el Stadion Feyenoord entre el Ajax de Ámsterdam, campeón de la Eredivisie 1994-95 y el Feyenoord Róterdam, campeón de la KNVB Beker 1994-95. Ajax ganó por 2-1 en el Stadion Feyenoord frente a 25.000 espectadores.
| Ajax de Ámsterdam  |  | Bandera de los Países Bajos |  | Campeón de la Eredivisie 1994-95               |
| Feyenoord Róterdam |  | Bandera de los Países Bajos |  | Campeón de la Copa de los Países Bajos 1994-95 |

## Partido
| 16 de agosto de 1995, 18:00 | Ajax de Ámsterdam           | 2:1 (1:1) (0:0) (t. s.) | Feyenoord Róterdam | Stadion Feyenoord, Róterdam                                    |                                                                |
|                             | de Boer 25' · Kluivert 102' | Reporte                 | 27' Larsson        | Asistencia: 25.000 espectadores Árbitro(s): Mario van der Ende | Asistencia: 25.000 espectadores Árbitro(s): Mario van der Ende |

| Bandera de los Países Bajos          |
| Campeón Ajax de Ámsterdam 1.º título |